# Elecciones generales de Bután de 2013
Las segundas elecciones generales de Bután tuvieron lugar entre mayo y julio de 2013. Cuatro partidos se inscribieron, lo que hizo necesario que se realizara un balotaje entre los dos partidos más votados, que fueron los dos únicos partidos que habían participado en la elección anterior, el gobernante Partido Paz y Prosperidad de Bután (DPT) y el Partido Democrático del Pueblo, (PDP) principal opositor. Este último obtuvo una amplia mayoría absoluta con 32 de los 47 escaños, luego de que en las elecciones anteriores el DPT obtuviera 45. La primera vuelta se realizó el 31 de mayo, y la segunda el 13 de julio. Fueron las segundas elecciones desde que el Rey Jigme Singye Wangchuck inició las reformas democráticas.

## Antecedentes
Por ley, se requiere que la nueva legislatura sea electa en los primeros noventa días de haber expirado el mandato anterior. El mandato de la I Legislatura (elegida en 2008) expiró el 20 de abril de 2013, eso quiere decir que la nueva legislatura debía tomar posesión de su cargo el 20 de julio.

## Campaña
Cuatro partidos participaron en la elección; el gobernante Partido Paz y Prosperidad de Bután (DPT), el principal opositor Partido Democrático del Pueblo (PDP), y dos nuevos partidos, Druk Nymrub Tshogpa (DNT) y Druck Chirwang Tshogpa. Un quinto partido, el Partido Kuen-Nyam, intentó participar en la elección, pero no pudo presentar un candidato con formación universitaria en el Distrito de Gasa en la parte norte del país, por lo que fue descalificado, a pesar de que los otros cuatro partidos presentaron peticiones de que se permitiera participar al Kuen-Nyam. Su líder, Sonam Tobgay, agradeció a los demás partidos el intento, y declaró que: "Cuatro partidos que apoyan al quinto partido, que no pudo calificar, es algo sin precedentes tanto nacional como internacionalmente, algo especial y noble".
La campaña inició el 15 de abril. El DPT basó su campaña en destacar los logros de su mandato, como la mejora en las condiciones de vida en las zonas rurales del país, el acceso de los mismos a la telefonía móvil y la reconstrucción de las carreteras en el campo. Sin embargo, la política exterior fue de lejos lo que dominó la campaña electoral. Las relaciones con la India con Bután se estaban deteriorando luego de que la India le cortó el suministro de gas a Bután por haber desarrollado relaciones con la República Popular China, lo que significó en un aumento del costo del combustible. El consiguiente aumento de los precios de los combustibles se acoplaron con una contracción del crédito y restricciones de importación después de que el país se quedó sin reservas de divisas de la rupia india. El Partido Democrático del Pueblo basó su campaña en tratar de estabilizar sus relaciones con sus dos vecinos y descentralizar el poder, dándole más influencia a gobiernos municipales electos.

## Proceso electoral
La votación fue un reto debido al terreno montañoso del país, con funcionarios que tuvieron que caminar durante más de una semana para instalar centros de votación. La participación fue media en la primera vuelta, con solo un 55%, pero subió bastante en la segunda, llegando al 66% del electorado.
El sistema electoral de Bután es de dos rondas. En la primera ronda los partidos compiten por los veinte dzongkhags (distritos administrativos y judiciales de Bután). Los partidos con los dos conteos más altos de votos pasan a la segunda ronda, en la que se presentan los candidatos en cada uno de los 47 distritos electorales de la Asamblea Nacional. En la primera ronda, el Partido Paz y Prosperidad de Bután, que había triunfado en las anteriores elecciones, recibió aproximadamente el 40% de los votos y el Partido Democrático del Pueblo recibió aproximadamente el 30%, con otros dos partidos que compartieron el otro 30% de los votos.
Un total de 381.790 votantes se registraron para la elección. La primera ronda se realizó en un día festivo, con todos los negocios y fábricas cerrados. La India donó a Bután más de 4.000 máquinas de votación electrónica para las elecciones.

## Resultados
| Partidos                                      | Primera vuelta | Primera vuelta | Segunda vuelta | Segunda vuelta | Segunda vuelta | Segunda vuelta |
| Partidos                                      | Votos          | %              | Votos          | %              | Escaños        | +/–            |
| --------------------------------------------- | -------------- | -------------- | -------------- | -------------- | -------------- | -------------- |
| Partido Democrático del Pueblo                | 68.650         | 32.53          | 138.760        | 54.88          | 32             | +30            |
| Partido Paz y Prosperidad de Bután            | 93.949         | 44.52          | 114.093        | 45.12          | 15             | −30            |
| Druk Nyamrup Tshogpa                          | 35.962         | 17.04          |                |                |                |                |
| Druk Chirwang Tshogpa                         | 12.457         | 5.90           |                |                |                |                |
| Total                                         | 211.018        | 100            | 252.853        | 100            | 47             | 0              |
| Votantes registrados/participación            | 381.790        | 55.27          | 381.790        | 66.23          | –              | –              |
| Fuente: Electoral Commission of Bhutan a, b c |                |                |                |                |                |                |

## Consecuencias
Como resultado de la elección, Tshering Tobgay fue nombrado Primer ministro de Bután.  El gobierno se formaría diez días después, una vez pasado el "período de petición" durante el cual la oposición podía presentar una queja por los resultados. Esto no se dio y el liderazgo del DPT felicitó al PDP por su victoria. La India también lo hizo, y el primer ministro Manmohan Singh declaró que Bután contaba con el "apoyo decidido y firme" del gobierno indio. Sin embargo, la prensa local butanesa declaró un fuerte malestar por la victoria del PDP.